# Agrotis marianii
Agrotis marianii är en fjärilsart som beskrevs av Emilio Berio 1932. Agrotis marianii ingår i släktet Agrotis och familjen nattflyn. Inga underarter finns listade i Catalogue of Life.